# 김규형
김규형(金奎亨, 1999년 3월 29일 ~ )은 대한민국의 축구 선수다. 현재 K리그1 포항 스틸러스에서 뛰고 있다. 포지션은 공격형 미드필더, 왼쪽 윙어, 오른쪽 윙어다.

## 수상 내역

### 구단

#### 포항 스틸러스
- 코리아컵
  - 우승 : 2024